# Hedysarum daghestanicum
Hedysarum daghestanicum är en ärtväxtart som beskrevs av Pierre Edmond Boissier. Hedysarum daghestanicum ingår i släktet buskväpplingar, och familjen ärtväxter. Inga underarter finns listade i Catalogue of Life.